# Noordeinde (Hollande-Septentrionale)
Pour les articles homonymes, voir Noordeinde.
Noordeinde est un village de la province de Hollande-Septentrionale aux Pays-Bas. Elle fait partie de la commune de Alkmaar. 

La population du district statistique (village et campagne environnante) de De Rijp est de 100 habitants environ (2005).